# Scinax littoreus
Scinax littoreus es una especie de anfibios de la familia Hylidae. Es endémica de Brasil.
Su hábitat natural incluye bosques tropicales o subtropicales secos y a baja altitud. Está amenazada de extinción por la destrucción de su hábitat natural.